# 고려실록
《고려실록》(高麗實錄)은 《고려왕조실록》(高麗王朝實錄)을 지칭하는 것으로 고려 왕조에서 편찬한 실록이다. 고려의 태조 왕건부터 34대 공양왕까지 474년간(918년~1392년)의 역사적 사실을 기술하였다. 임진왜란 당시 조선 수도에 춘추관의 화재로 완전히 소실되어 현재는 전해지지 않는다.

## 편찬 과정
고려는 국초에 사관을 설치하여 사서편찬의 실무를 관장하였다고 되어 있다. 국초가 언제인지는 불명확하나 광종 26년의 명문에서 감수국사의 직함이 등장하는 것으로 봐서 광종 26년 이전에 설립되었음을 알 수 있다. 사관의 직제는 감수국사, 수국사, 동수국사, 수찬관, 직사관으로 구성되어 있었고, 사관의 기능에 관해서는 “시정을 기록하는 일을 맡는다”고 되어 있다. 고려에서 처음으로 실록을 편찬한 것은 현종대에 칠대실록의 편찬이다.

## 실록의 행방
1440년(세종 22년) 충주의 개천사 사고에 보관된 것까지만 확인이 된다. 이후 《고려사》의 편찬을 위해 한양으로 수송되었는데, 《고려사》 편찬 완료 후 실록의 행방은 알 수가 없다.

## 목록
| 순서 | 이름       | 편찬 연도              | 편찬 담당자                                                                           | 기타 |
| ---- | ---------- | ---------------------- | ------------------------------------------------------------------------------------- | --- |
| 1    | 칠대실록   | 1034년 (덕종 3년)      | 감수국사 최항 동수국사 김심언 예부시랑 주저 내사금인 윤징고 시어사 황주량 우습유 최충 | 총36권. 태조에서 목종까지. 현종 원년(1010년)에 거란의 침입으로 개경이 함락되고 만월대의 연경궁이 전소됨에 따라 궁내에 두었던 역대의 사적도 다 타버렸다. 그래서 현종 4년(1013년)에 편찬을 시작해 이후 20여 년이 지난 덕종 3년에 완성을 본 것이다. |
| 2    | 현종실록   | 정종 때?               |                                                                                       | |
| 3    | 덕종실록   | 문종 때?               |                                                                                       | |
| 4    | 정종실록   | 위와 같음              |                                                                                       | |
| 5    | 문종실록   | 선종 때?               |                                                                                       | |
| 6    | 순종실록   | 숙종 때?               |                                                                                       | |
| 7    | 선종실록   | 위와 같음              |                                                                                       | |
| 8    | 헌종실록   | 위와 같음              |                                                                                       | |
| 9    | 숙종실록   | 예종 때?               | 이덕우                                                                                | |
| 10   | 예종실록   | 인종 때                | 김부일, 김부의                                                                        | 중서시랑 평장사 한안인의 건의에 의하여 편찬이 시작됐으나, 한안인 본인은 이자겸과의 대결에서 실각되는 바람에 그를 대신하는 김부일 등이 확정되었다. 전문적인 실록 편수관이 실록을 편찬한 첫 번째 사례.                                             |
| 11   | 인종실록   | 의종 때?               | 김부식, 김신부                                                                        | |
| 12   | 의종실록   | 명종 때                | 최세보, 문극겸                                                                        | 무신 집권기에 편찬된 첫 실록. |
| 13   | 명종실록   | 1227년 (고종 14년)     | 감수국사 최보순 수찬 김양경, 임경숙 유승단, 조문발 이규보, 권경중                     | |
| 14   | 신종실록   | 1267년 (원종 8년)      | 감수국사 이장용 동수국사 유경 수찬관 김구 허공                                        | |
| 15   | 희종실록   | 위와 같음              |                                                                                       | |
| 16   | 강종실록   | 위와 같음              |                                                                                       | |
| 17   | 고종실록   | 1309년 (충선왕 원년)   | 감수국사 유경 수국사 원부 동수국사 김구                                               | |
| 18   | 원종실록   | 충혜왕 때?             |                                                                                       | |
| 19   | 충렬왕실록 | 1346년 (충목왕 2년)    | 이제현, 안축                                                                          | |
| 20   | 충선왕실록 | 위와 같음              |                                                                                       | |
| 21   | 충숙왕실록 | 위와 같음              |                                                                                       | |
| 22   | 충혜왕실록 | 1385년 (우왕 11년)     | 이숭인, 정몽주                                                                        | |
| 23   | 충목왕실록 | 위와 같음              |                                                                                       | |
| 24   | 충정왕실록 | 위와 같음              |                                                                                       | |
| 25   | 공민왕실록 | 1398년 (조선 태조 7년) | 정총                                                                                  | |
| 26   | 우왕실록   | 불명                   |                                                                                       | |
| 27   | 창왕실록   | 위와 같음              |                                                                                       | |
| 28   | 공양왕실록 | 1398년 (조선 태조 7년) | 정총                                                                                  | |

## 같이 보기
- 조선왕조실록